# 张咏荃
张咏荃（1940年—），天津人，中华人民共和国政治人物、外交官。
1996年，接替李景贤担任中华人民共和国驻格鲁吉亚大使。2002年，由徐建国接任。